# Recuperemos Nuestro Mar
Recuperemos Nuestro Mar es una marcha en Bolivia que fue creada como mensaje de aliento y ánimo para reclamar y recuperar el Litoral perdido en el siglo XIX. Esta canción fue escrita por Orlando Rojas Rojas, que fue presidente de la Sociedad Boliviana de Autores y Compositores.
Tras el final de la Guerra del Pacífico, Bolivia, perdió su litoral marítimo.